# Segestrioides
Segestrioides is een spinnengeslacht uit de familie Diguetidae.

## Soorten
- Segestrioides badia (Simon, 1903)
- Segestrioides bicolor Keyserling, 1883
- Segestrioides copiapo Platnick, 1989
- Segestrioides tofo Platnick, 1989